# Hans Aschenbrenner
Hans Aschenbrenner (* 11. Oktober 1932 in Blaibach) ist ein deutscher Tierarzt und Naturbotschafter im Naturpark Oberer Bayerischer Wald. Er gründete 1989 den Bayerwald-Tierpark Lohberg, den er bis 2004 leitete.

## Leben
Aschenbrenner wurde als Sohn der Pechfabrikanten Barbara und Ludwig Aschenbrenner geboren. Er besuchte das Gymnasium in Cham und legte 1952 das Abitur ab. Anschließend studierte er Veterinärmedizin an der Ludwig-Maximilians-Universität München mit dem Abschluss Diplom Doktorgrad.
1960 eröffnete er eine Tierarztpraxis in Lam, einer Region mit vielen Nebenerwerbslandwirten und großem Einzugsgebiet.

## Naturschutz
Aschenbrenner setzte sich für die Zucht und Auswilderung der damals vom Aussterben bedrohten Auerhühner ein. Mit Unterstützung des Naturparks Kötzting und des Landesjagdverbandes richtete er 1972 in Hinterhaibühl ein Auerhahnwildgehege ein, wo in den folgenden Jahren Raufußhühner gezüchtet und anschließend in die Wildbahn entlassen wurden.
Mit Unterstützung von Bürgermeister Helmut Sperl gründete Aschenbrenner den Bayerwald-Tierpark Lohberg, der viele heimische Tiere beherbergt.

## Publikationen
- Zur Pharmakologie der komplexen Calciumverbindung Calcium-dinatrium-äthylendiamintetraacetat. Dissertation. München 1957, DNB 480802386
- Rauhfusshühner. Lebensweise, Zucht, Krankheiten, Ausbürgerung. Schaper, Hannover 1985. ISBN 978-3-7944-0145-1.
- Vom Kriegskind zum Weltenbummler. 70 Jahre mit dem Rucksack unterwegs. Novum Verlag, München 2020, ISBN 978-3-95840-553-0.
- Heimat im Bayerischen Wald und Böhmerwald. Ohetaler Verlag, Grafenau 2021. ISBN 978-3-95511-171-7.
- Raufußhühner. In: Karl Gabrisch, P. Zwart (Hrsg.): Krankheiten der Wildtiere: exotische und heimische Tiere in derTierarztpraxis. Schlüter, Hannover 1987, ISBN 978-3-87706-045-2, S. 319–362.
- mit Alois Dreyer, Franz Fischer, Olga Hartmann, Andreas Kiefl, Tobias Neumann: Stadt Grafenau: Geschichte und Geschichten. Hrsg.: Historischer Arbeitskreis der Stadt Grafenau als Sparte des Museumsvereins Grafenau, Samples Verlag, Grafenau 2011, ISBN 978-3-938401-25-5.

## Auszeichnungen
- Bundesverdienstkreuz am Bande, verliehen durch Simon Nüssel in München, 1986
- Kulturpreis des Bayerischen Wald-Vereins[5]
- Baumsteftenlenzpreis[5]
- Ehrenmitglied des Verbandes Deutscher Zoodirektoren
- Ehrenmitglied des Österreichischen Wildgeheverbandes
- Wissenschaftlicher Beirat des Österreichischen Wildgeheverbandes
- Medaille Naturerbe Bayern in Gold[5]
- Verdienstnadel der Universität Peking
- Verdienstnadel des Bayerischen Jagdschutzverbandes